# Blanca de Aragón y Carrillo de Albornoz
Doña Blanca de Aragón y Carrillo de Albornoz, née le 30 juillet 1892 à Getaria, Espagne et morte à Madrid, le 16 novembre 1981, comtesse de Mora et marquise de Casa Riera, est une aristocrate espagnole. Elle est la mère de Fabiola de Mora y Aragón, devenue reine consort des Belges de 1960 à 1993.

## Biographie

### Famille
Les Aragón sont une famille de hidalgos (petite noblesse locale), originaires de Villanueva de Cameros, à la Rioja.
Blanca de Aragón y Carrillo de Albornoz naît à Getaria, Guipúzcoa, le 30 juillet 1892. Elle est la fille de Cesáreo de Aragón y Barroeta-Aldamar (1864-1954), marquis de Casa Torres et de Blanca Carrillo de Albornoz y Elío, marquise de Casa Torres (1869-1935), mariés le 8 septembre 1891 à Pampelune. Elle a une sœur d'un an sa cadette, María del Rosario, et quatre frères cadets : José, César, Fernando et Juan.

### Mariage
Blanca de Aragón y Carrillo de Albornoz épouse à Madrid, le 8 décembre 1916, Gonzalo de Mora y Fernández (né le 14 janvier 1887 à Madrid et mort dans la même ville, le 22 novembre 1957), comte de Mora et marquis de Casa Riera, fils de Gonzalo de Mora y Riera et de María de la Concepción Fernández y del Olmo.

### Descendance
Blanca de Aragón y Carrillo de Albornoz et Gonzalo de Mora y Fernández ont sept enfants et trente-huit petits enfants :
1. María de las Nieves de Mora y Aragón (née à Getaria le 28 août 1917 et morte à Madrid le 10 décembre 1985), épouse, à Madrid, le 10 novembre 1944, Ildefonso Escrivá de Romaní y Patiño, 10e marquis de Aguilar de Ebro, 17e comte de Sástago (1918-1981), dont dix enfants ;
2. Gonzalo de Mora y Aragón (né à Madrid le 17 mai 1919 où il est mort le 6 octobre 2006), 5e marquis de Casa Riera, avocat, épouse le 8 décembre 1949 Mercedes Narvaez y Coello de Portugal (née le 19 février 1931 et morte le 11 janvier 2025), dont quatorze enfants ;
3. Ana María de Mora y Aragón (née à Getaria le 4 août 1921 et morte à Madrid le 11 février 2006), épouse à Madrid, le 29 juin 1945, Jaime de Silva y Agrela, duc de Lécera (1920-1996), dont huit enfants ;
4. Alejandro de Mora y Aragón (né à Madrid le 31 mai 1923 où il est mort le 24 juillet 2004), épouse, en 1953, Ana María Gasch Bascuas (1929-2011), dont trois enfants ;
5. Jaime de Mora y Aragón (né à Madrid le 18 juillet 1925 et mort à Marbella le 26 juillet 1995), acteur de théâtre et de cinéma, marié en premières noces, en 1958 (divorce la même année), avec Rosita Arenas (née à Caracas le 19 août 1933), actrice mexicaine, et marié en secondes noces, en 1962, avec Margit Ohlson (morte en 2019), sans postérité ;
6. Fabiola de Mora y Aragón (née à Madrid le 11 juin 1928 et morte à Bruxelles le 5 décembre 2014), épouse à Bruxelles, le 15 décembre 1960 Baudouin, roi des Belges et devient dès lors la cinquième reine consort des Belges de 1960 à 1993, sans postérité ;
7. María de la Luz de Mora y Aragón (née à Madrid le 11 novembre 1929 où elle est morte le 22 septembre 2011), épouse, à Madrid, le 10 novembre 1956, Jose María Ruiz de Bucesta y Osorio de Moscoso (1929-2019), dont deux fils.

### Exil et retour en Espagne
Fidèle soutien et ami intime du roi Alphonse XII, Gonzalo de Mora et sa famille suivent en exil la famille royale espagnole, en 1931, après la proclamation de la République, d'abord à Biarritz, puis à Paris, avant de revenir en Espagne en 1933. Lorsqu'en 1936, éclate la guerre civile, les Mora partagent le sort du roi, de nouveau exilé, et s'installent à Lausanne. En 1939, la famille revient à Madrid sous l'ère franquiste et s'établit dans un hôtel particulier de la Calle Zurbano.

### Dernières années
En 1955, son mari Gonzalo devient 4e marquis de Casa Riera à la mort, sans descendance, de son frère aîné Alejandro. Gonzalo de Mora y Fernández meurt, à Madrid, le 22 novembre 1957, à l'âge de 70 ans. Le 15 décembre 1960, Blanca de Aragón y Carrillo de Albornoz assiste au mariage à Bruxelles de sa troisième fille Fabiola de Mora y Aragón avec Baudouin, roi des Belges qui devient dès lors la cinquième reine consort des Belges.

### Mort et funérailles
Blanca de Aragón y Carrillo de Albornoz meurt, des suites d'une longue maladie, à Madrid, le 16 novembre 1981, à l'âge de 89 ans. Elle est inhumée le lendemain au cimetière Saint-Isidore à Madrid, en présence de ses enfants, notamment Jaime et Fabiola, et de son gendre le roi Baudouin. Le soir, le roi Juan Carlos et la reine Sofia se rendent à la maison mortuaire afin de présenter leurs condoléances aux proches de la défunte.

## Ascendance
|  |                                                                        |  |  |  |  |  |  |  |  |  |  |  |  |  |  |  |  |  |  |
|  | 8. Manuel Miguel de Aragón e Ibáñez                                    |  |  |  |  |  |  |  |  |  |  |  |  |  |  |  |  |  |  |
|  |                                                                        |  |  |  |  |  |  |  |  |  |  |  |  |  |  |  |  |  |  |
|  |                                                                        |  |  |  |  |  |  |  |  |  |  |  |  |  |  |  |  |  |  |
|  | 4. Miguel de Aragón y García del Mazo                                  |  |  |  |  |  |  |  |  |  |  |  |  |  |  |  |  |  |  |
|  |                                                                        |  |  |  |  |  |  |  |  |  |  |  |  |  |  |  |  |  |  |
|  |                                                                        |  |  |  |  |  |  |  |  |  |  |  |  |  |  |  |  |  |  |
|  | 9. María de los Dolores García del Mazo y Tejo                         |  |  |  |  |  |  |  |  |  |  |  |  |  |  |  |  |  |  |
|  |                                                                        |  |  |  |  |  |  |  |  |  |  |  |  |  |  |  |  |  |  |
|  |                                                                        |  |  |  |  |  |  |  |  |  |  |  |  |  |  |  |  |  |  |
|  | 2. Cesáreo de Aragón y Barroeta-Aldamar                                |  |  |  |  |  |  |  |  |  |  |  |  |  |  |  |  |  |  |
|  |                                                                        |  |  |  |  |  |  |  |  |  |  |  |  |  |  |  |  |  |  |
|  |                                                                        |  |  |  |  |  |  |  |  |  |  |  |  |  |  |  |  |  |  |
|  | 10. Joaquín de Barroeta-Aldamar y Hurtado de Mendoza                   |  |  |  |  |  |  |  |  |  |  |  |  |  |  |  |  |  |  |
|  |                                                                        |  |  |  |  |  |  |  |  |  |  |  |  |  |  |  |  |  |  |
|  |                                                                        |  |  |  |  |  |  |  |  |  |  |  |  |  |  |  |  |  |  |
|  | 5. María del Pilar de Barroeta-Aldamar y González de Echávarri         |  |  |  |  |  |  |  |  |  |  |  |  |  |  |  |  |  |  |
|  |                                                                        |  |  |  |  |  |  |  |  |  |  |  |  |  |  |  |  |  |  |
|  |                                                                        |  |  |  |  |  |  |  |  |  |  |  |  |  |  |  |  |  |  |
|  | 11. Luisa María González de Echávarri y Fernández de la Cuesta         |  |  |  |  |  |  |  |  |  |  |  |  |  |  |  |  |  |  |
|  |                                                                        |  |  |  |  |  |  |  |  |  |  |  |  |  |  |  |  |  |  |
|  |                                                                        |  |  |  |  |  |  |  |  |  |  |  |  |  |  |  |  |  |  |
|  | 1. Blanca de Aragón y Carrillo de Albornoz                             |  |  |  |  |  |  |  |  |  |  |  |  |  |  |  |  |  |  |
|  |                                                                        |  |  |  |  |  |  |  |  |  |  |  |  |  |  |  |  |  |  |
|  |                                                                        |  |  |  |  |  |  |  |  |  |  |  |  |  |  |  |  |  |  |
|  | 12. Anastasio Carrillo de Albornoz y Arango                            |  |  |  |  |  |  |  |  |  |  |  |  |  |  |  |  |  |  |
|  |                                                                        |  |  |  |  |  |  |  |  |  |  |  |  |  |  |  |  |  |  |
|  |                                                                        |  |  |  |  |  |  |  |  |  |  |  |  |  |  |  |  |  |  |
|  | 6. Anastasio Carrillo de Albornoz y Cárdenas, V Marqués de Casa Torres |  |  |  |  |  |  |  |  |  |  |  |  |  |  |  |  |  |  |
|  |                                                                        |  |  |  |  |  |  |  |  |  |  |  |  |  |  |  |  |  |  |
|  |                                                                        |  |  |  |  |  |  |  |  |  |  |  |  |  |  |  |  |  |  |
|  | 13. Josefa Margarita de Cárdenas y Chaves                              |  |  |  |  |  |  |  |  |  |  |  |  |  |  |  |  |  |  |
|  |                                                                        |  |  |  |  |  |  |  |  |  |  |  |  |  |  |  |  |  |  |
|  |                                                                        |  |  |  |  |  |  |  |  |  |  |  |  |  |  |  |  |  |  |
|  | 3. Blanca Carrillo de Albornoz y Elío VI Marqués de Casa Torres        |  |  |  |  |  |  |  |  |  |  |  |  |  |  |  |  |  |  |
|  |                                                                        |  |  |  |  |  |  |  |  |  |  |  |  |  |  |  |  |  |  |
|  |                                                                        |  |  |  |  |  |  |  |  |  |  |  |  |  |  |  |  |  |  |
|  | 14. Fausto León de Elío y Mencos, VII Marqués de Vessolla              |  |  |  |  |  |  |  |  |  |  |  |  |  |  |  |  |  |  |
|  |                                                                        |  |  |  |  |  |  |  |  |  |  |  |  |  |  |  |  |  |  |
|  |                                                                        |  |  |  |  |  |  |  |  |  |  |  |  |  |  |  |  |  |  |
|  | 7. María Micaela de Elío y Magallón                                    |  |  |  |  |  |  |  |  |  |  |  |  |  |  |  |  |  |  |
|  |                                                                        |  |  |  |  |  |  |  |  |  |  |  |  |  |  |  |  |  |  |
|  |                                                                        |  |  |  |  |  |  |  |  |  |  |  |  |  |  |  |  |  |  |
|  | 15. María Josefa de Magallón y Campuzano                               |  |  |  |  |  |  |  |  |  |  |  |  |  |  |  |  |  |  |
|  |                                                                        |  |  |  |  |  |  |  |  |  |  |  |  |  |  |  |  |  |  |
|  |                                                                        |  |  |  |  |  |  |  |  |  |  |  |  |  |  |  |  |  |  |